# Гуменники (Житомирская область)
Гуме́нники (укр. Гуменники) — село на Украине, находится в Коростышевском районе Житомирской области.
Население по переписи 2001 года составляет 500 человек. Почтовый индекс — 12520. Телефонный код — 4130. Занимает площадь 2,356 км².

## Адрес местного совета
12520, Житомирская область, Коростышевский р-н, с. Гуменники